# Kosov (Šumperki járás)
Kosov település Csehországban, Šumperki járásban. Kosov Zábřeh, Hynčina, Hoštejn, Drozdov és Nemile településekkel határos. Lakosainak száma 318 fő (2024. január 1.).

## Népesség
A település lakosságának változását az alábbi diagram mutatja:
| Lakosok száma | 485  | 486  | 503  | 374  | 290  | 283  | 318  | 316  | 315  | 318  |
|               | 1869 | 1890 | 1921 | 1950 | 1980 | 2001 | 2017 | 2019 | 2022 | 2024 |